# ألان برودي

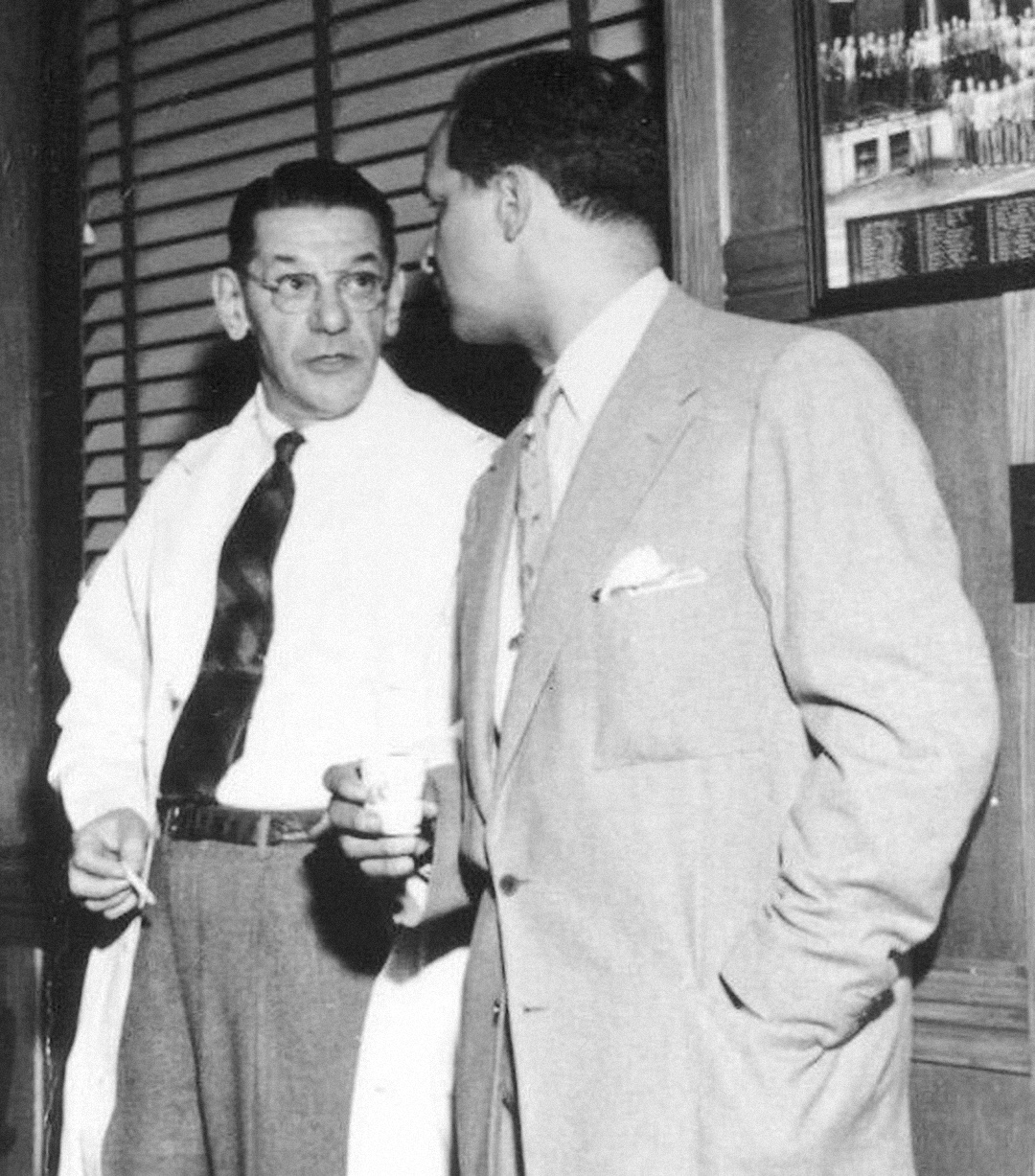
كتور ألان برودي (على اليسار) مع دكتور رينفروي (على اليمين) زميل جامعة شيكاغو لطب الأسنان.

ألان جيبسون برودي (بالإنجليزية: Allan G. Brodie)‏ (وُلد في 31 أكتوبر عام1897، في مدينة نيويورك - وتوفي في 2 يناير عام 1976) هو طبيب أسنان أمريكي وأخصائى تقويم الأسنان.
عمل برودي كمدرس تقويم الأسنان وكاتب وباحث في مجموعة متنوعة من المناصب المهنية، مثل رئيس جمعية شيكاغو لتقويم الأسنان، كما خدم في مجالس استشارية، وحقق عددًا من الجوائز المهنية، وكان عضوًا في الجمعية الأمريكية لطب الأسنان حيث أسس جائزة المقال لتعزيز البحوث.

## حياته التعليمية
بعد حصوله على شهادة الدكتوراة في طب الأسنان من كلية الطب في جامعة بنسلفانيا في عام 1919، بدأ في ممارسة طب الأسنان في نيوارك، نيو جيرسي، في العام التالي. درس برودي تحت إشراف دكتور إدوارد آنجل، «الأب الروحي لتقويم الأسنان»، في كلية تقويم الأسنان في باسادينا، كاليفورنيا، عام 1925 و1926، وتخرّج منها.
في عام 1923، تزوج برودي من فيرا إليزابيث سموك، وأنجبوا ثلاثة أطفال: ألان الابن، دونالد، وآنا (أولسون).

## الحياة الشخصية
عاد برودي إلى ممارسة طب الأسنان في نيويورك، ولكن في عام 1929 تم دعوته من قبل فريدريك بوجو نويس عميد جامعة إلينوي لكلية طب الأسنان لإنشاء قسم لتقويم الأسنان، والذي يعتبر واحدًا من أول أقسام تقويم الأسنان التي أنشئت في الولايات المتحدة. أطلق الدكتور نويس 'الذي وظّف الدكتور برودي في بداية الأمر في مقالة نشرتها مجلة مؤسسة تشارلز تويد الدولية على دكتور برودي مؤسس «العصر الذهبي لتقويم الأسنان»، واعتبر قسم تحت الدكتور برودي «حجر الأساس في تقويم الأسنان». وأشارت المجلة أيضًا إلى أن إنشاء قسم تقويم الأسنان في كلية جامعة إلينوي طب الأسنان «تميزت تحقيق الدكتور إدوارد زاوية طموح مدى الحياة - لتوفير أساس أوسع وأكثر علمية للممارسين تخصصه.» اهتم الدكتور برودي بالقسم حتى عام 1966، وكان عميد الكلية من 1944 إلى 1956، مع الحفاظ أيضا على ممارسة خاصة.
تلقى الدكتور برودي درجة الماجستير (ماجستير العلوم) في علم التشريح والأنسجة من الجامعة في عام 1934، ودرجة الدكتوراه في علم التشريح في عام 1940.
في وقت وفاته في 2 يناير 1976، كان الدكتور برودي يكتب كتابه الخاص على تقويم الأسنان. في عام 2004، تم نشر مرجع مجمع الأسنان (كلية إيك لطب الأسنان) بعد مراجعته من قبل الخريجين وأعضاء هيئة التدريس، وموظفي جامعة إلينوي في كلية شيكاغو لطب الأسنان تخليدًا لذكرى دكتور برودي.

## روابط خارجية
University of Illinois at Chicago College of Dentistry